# Старые Месковичи
Старые Месковичи — деревня в Жуковском районе Брянской области, в составе Жуковского городского поселения. 
 Расположена в 4 км от северо-восточной окраины Жуковки, на левом берегу Ветьмы. Население — 102 человека (2010).

## История
Является древнейшим населённым пунктом Жуковского городского поселения. Возникла предположительно не позднее XV—XVI в.; упоминается (как Месковичи) с XVII века в составе Хвощенской волости Брянского уезда. Бывшее владение Небольсиных, Надеиных, Мясоедовых и других помещиков. Состояла в приходе села Фошни, а с 1898 года — посёлка (ныне города) Жуковки.
С 1861 по 1925 гг. входила в состав Фошнянской волости Брянского (с 1921 — Бежицкого) уезда; позднее в Жуковской волости, Жуковском районе (с 1929). С 1920-х гг. по 2005 год — в Гришинослободском сельсовете. Название «Старые Месковичи» (для отличия от Новых Месковичей) используется со второй половины XX века.
| Год       | 1866 | 1926 | 1979 | 1989 | 2002 | 2010 |
| --------- | ---- | ---- | ---- | ---- | ---- | ---- |
| Население | 219  | 246  | 158  | 97   | 94   | 102  |